# Place Loix
La place Loix (en néerlandais : Loixplein) est une place bruxelloise de la commune de Saint-Gilles, située entre les rues de Suisse et de Lausanne et les rues Berckmans et de la Source. Elle porte le nom de François-Henri Loix, échevin de la commune de 1836 à 1846.

## Architecture
Le plan d'alignement, ratifié par l'arrêté royal du 17 août 1844, est celui de Victor Besme. Établie sur l'ancienne propriété de la famille Berckmans, la place est bâtie rapidement, entre 1873 et 1893 par une poignée de propriétaires. Elle conserve de belles enfilades de maisons de maître de style néoclassique de composition symétrique. Des maisons plus modestes, relevant aussi du style néoclassique, viennent compléter l'ensemble. Malgré la conservation de leur entablement d'origine, toutes ces maisons sont abîmées par la modification des rez-de-chaussée commerciaux. Des bâtiments plus récents viennent rompre de leur grand gabarit l'harmonie néoclassique de la place.

## Sources
- Place Loix – Inventaire du patrimoine architectural de la Région de Bruxelles-Capitale